# Cymbeline (film 2014)
Cymbeline, noto anche col titolo Anarchy, è un film del 2014 diretto da Michael Almereyda.
Il film, con protagonisti Ed Harris, Ethan Hawke e Milla Jovovich, è l'adattamento cinematografico operato in chiave moderna dallo stesso regista Almereyda, dell'opera teatrale Cimbelino di William Shakespeare, scritta intorno al 1610.

## Produzione
Le riprese del film iniziano nell'agosto del 2013 e si svolgono a New York.

## Promozione
Il primo trailer viene diffuso online il 29 novembre 2013.

## Distribuzione
La pellicola è stata presentata, in concorso, nella sezione Orizzonti alla 71ª edizione della Mostra internazionale d'arte cinematografica di Venezia e distribuita in video on demand negli Stati Uniti a partire dal 13 marzo 2015.

### Divieti
La pellicola è stata vietata ai minori di 17 anni negli Stati Uniti d'America per la presenza di violenza.

## Riconoscimenti
- 2014 - Mostra internazionale d'arte cinematografica
  - Candidatura per il miglior film - Sezione Orizzonti